# آب‌بازسانان ۲۰۸۹
سیارک ۲۰۸۹ (به انگلیسی: 2089 Cetacea، نامگذاری:1977VF) دو هزار و هشتاد و نهمین سیارک کشف شده‌است که در ۹ نوامبر ۱۹۷۷ کشف شد.
قدر مطلق سیارک برابر ۱۰٫۹۸ است.